# Electra (ópera)

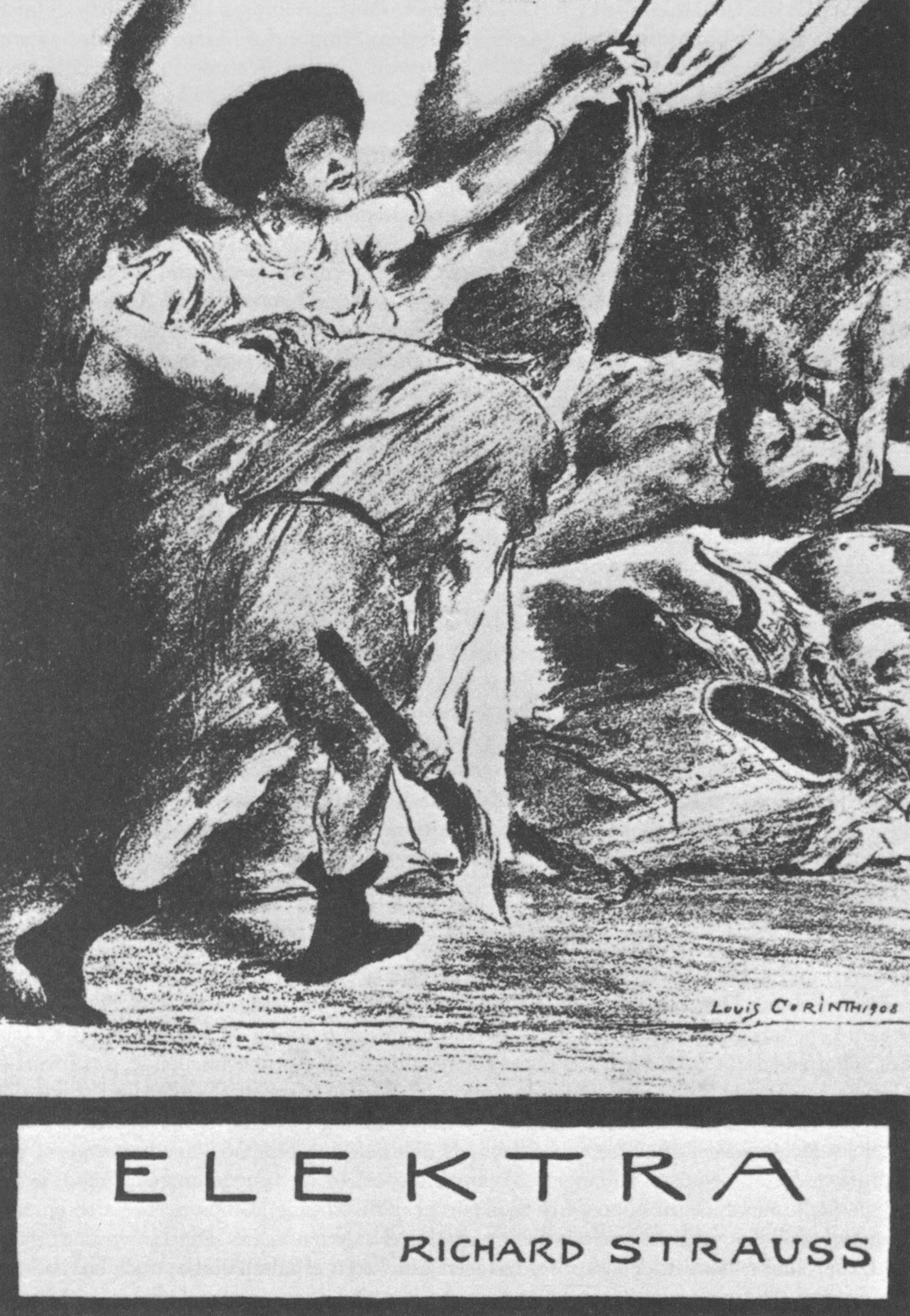
Portada del libreto (1909), con dibujo de Lovis Corinth.

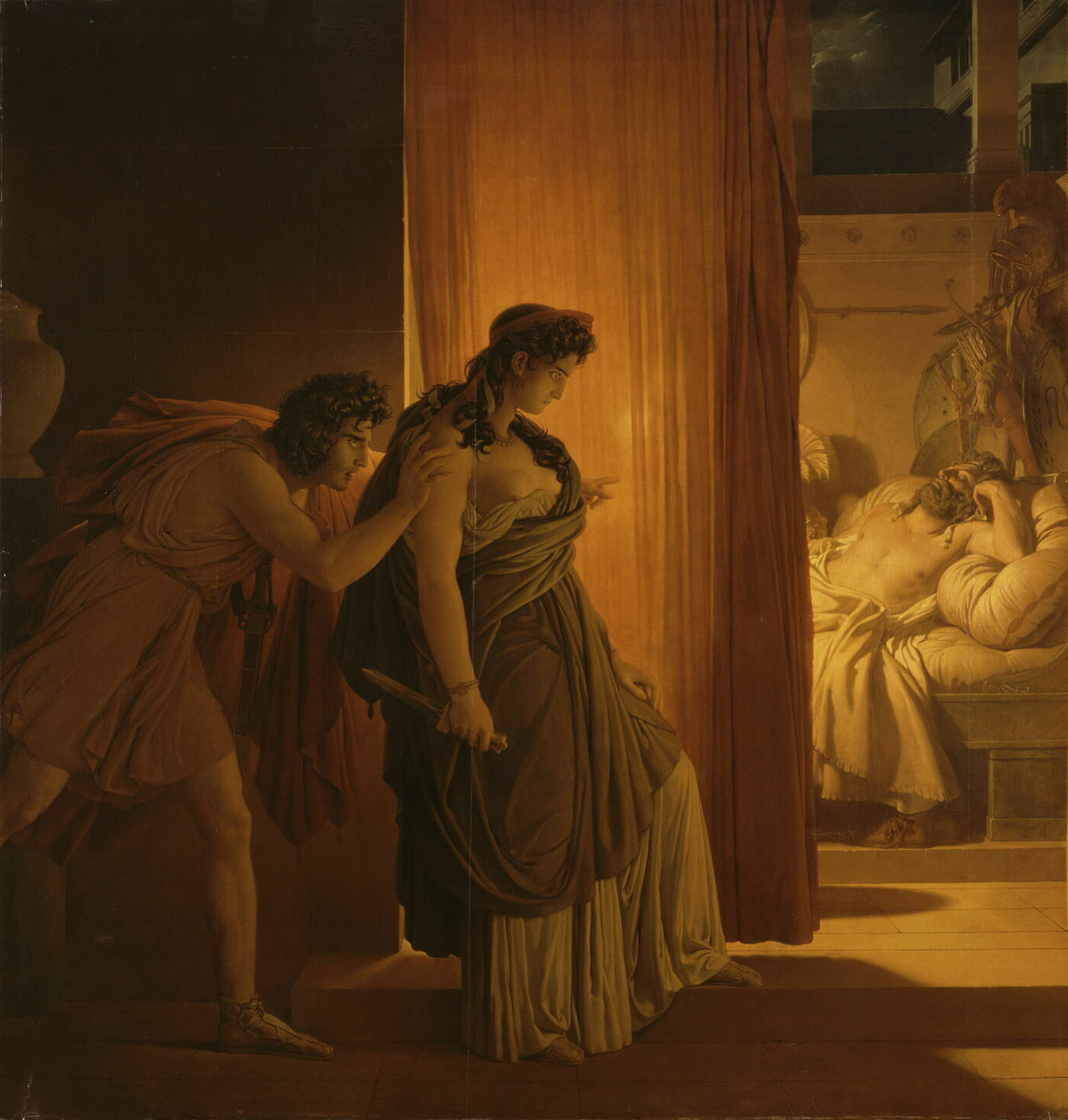
Egisto, Clitemnestra y Agamenón (óleo en tela de Pierre-Narcisse Guérin): Clitemnestra dudando en trance de matar a Agamenon, que está dormido (Clytemnestre hésitant avant de frapper Agamemnon endormi, 1817).

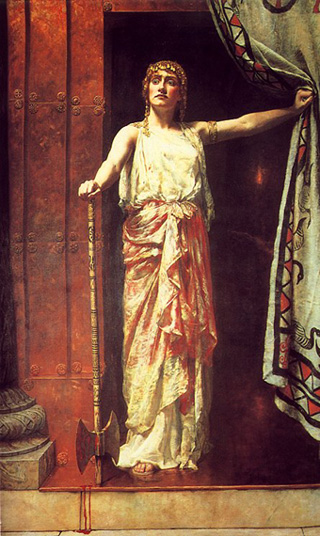
Óleo en tela de John Collier: Clitemnestra después de la matanza (Clytemnestra after the murder, 1882).

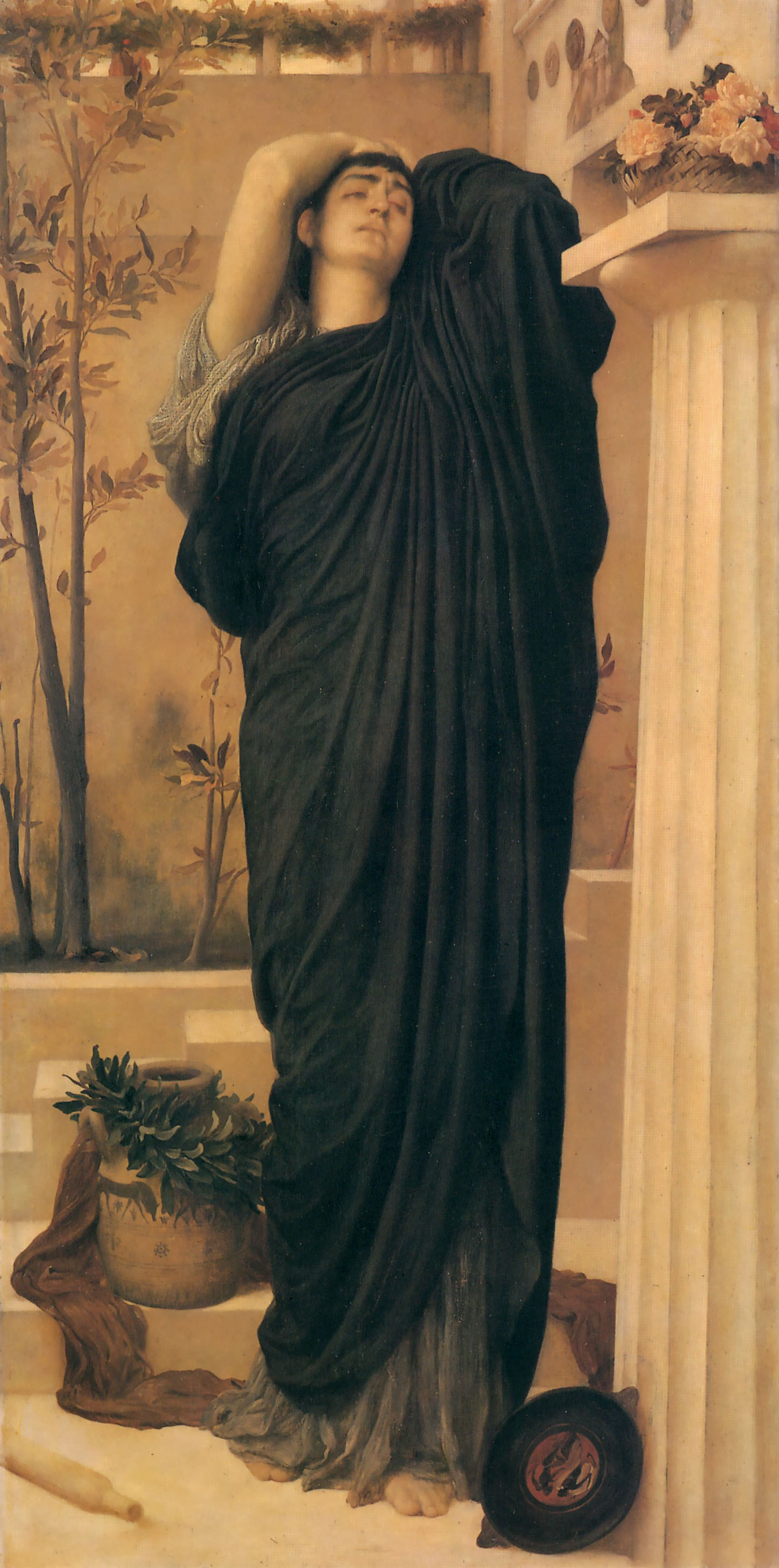
Óleo en tela de Frederic Leighton: Electra junto a la tumba de Agamenón (Electra at the Tomb of Agamemnon, ca. 1869).

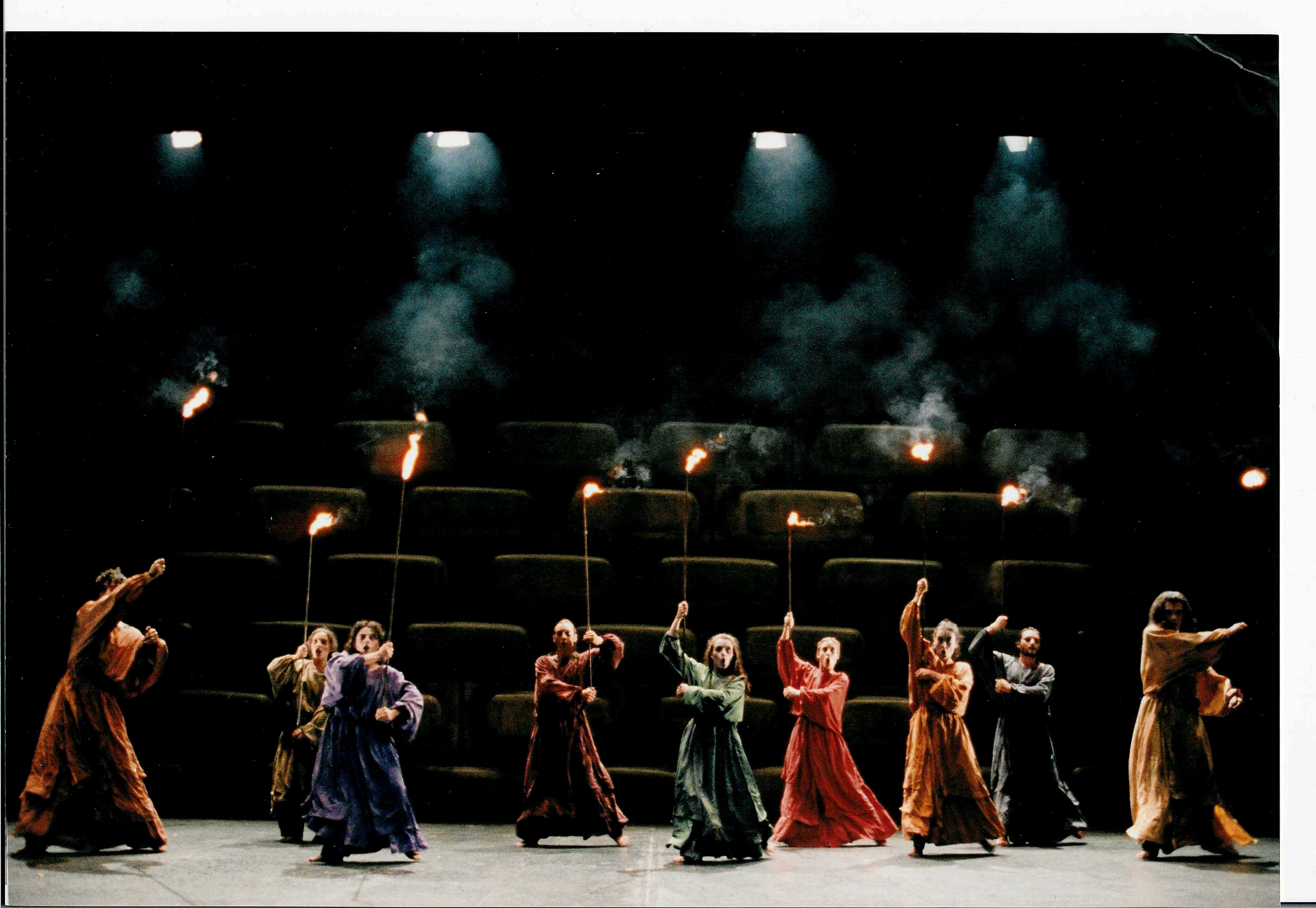
El coro en una representación de Electra.

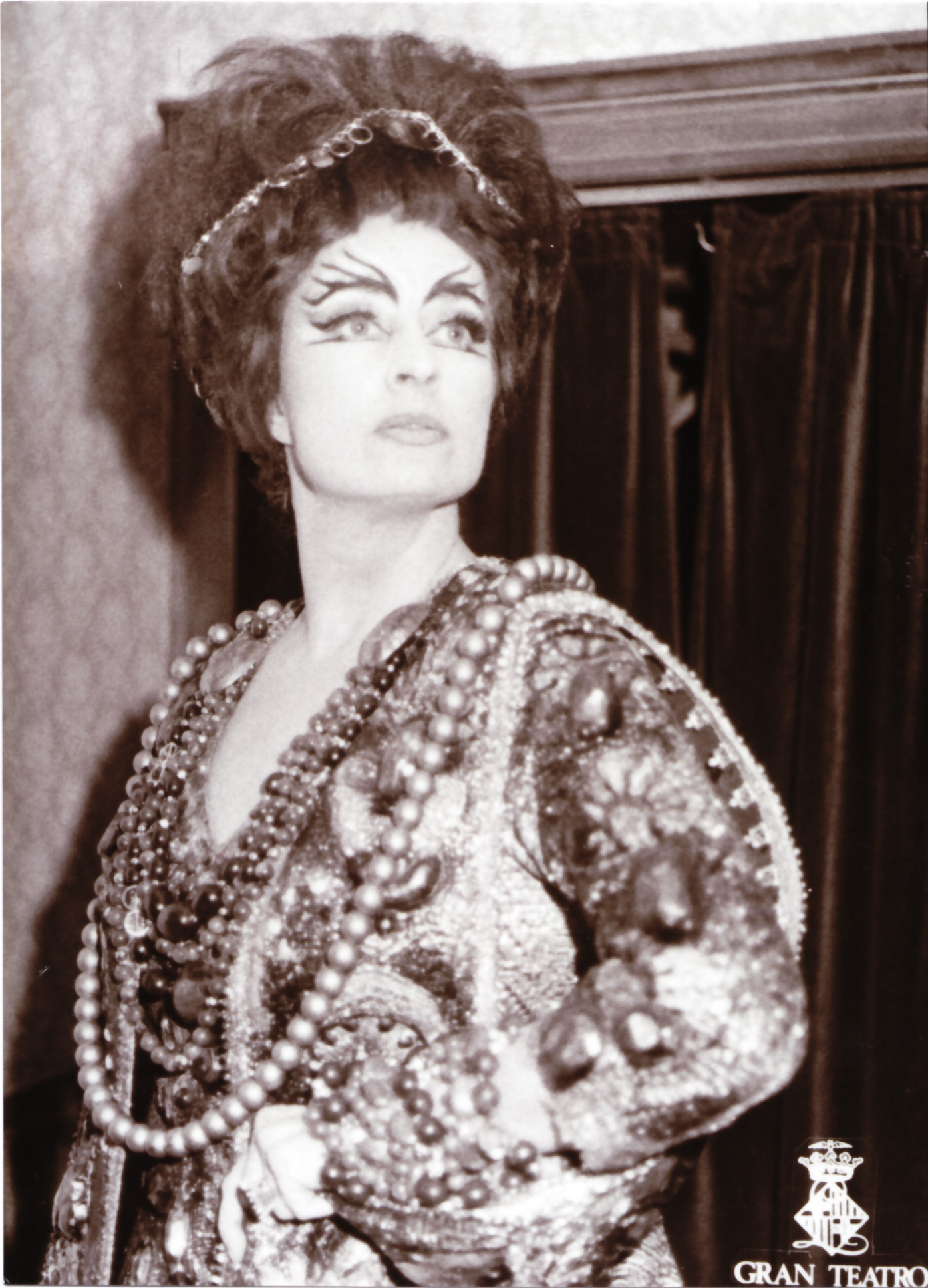
Clitemnestra interpretada por Ursula Boese.

Electra (título original en alemán, Elektra) es una ópera en un acto con música de Richard Strauss y libreto en alemán de Hugo von Hofmannsthal, fruto de una de las primeras colaboraciones de ambos, basado en el mito griego de Electra según la tragedia de Sófocles. Fue estrenada el 25 de enero de 1909 en la Königliches Opernhaus de Dresde.

## Historia de las representaciones
Fue estrenada el 25 de enero de 1909 en la Königliches Opernhaus de Dresde con Annie Krull, Margarethe Siems y Ernestine Schumann-Heink como Clitemnestra, y es considerada una de las obras clásicas del repertorio operístico mundial. Predominantemente femenina, presenta un formidable trío interpretativo para soprano dramática (Electra), soprano dramática-joven (Crisótemis) y mezzosoprano o contralto (Clitemnestra). Electra recibió su estreno en el Reino Unido en la Royal Opera House, Covent Garden en 1910 con Edyth Walker en el rol titular y Sir Thomas Beecham dirigiendo. En Argentina se estrenó en Buenos Aires en 1923 en el Teatro Colón dirigida por su compositor, Richard Strauss, con Elsa Bland en el papel de Electra. La primera representación en Estados Unidos de la original alemana se dio por la Gran Ópera de Filadelfia en la Academia de Música, Filadelfia el 29 de octubre de 1931 con Anne Roselle en el rol titular, Charlotte Boerner como Crisótemis, Margarete Matzenauer como Clitemnestra, Nelson Eddy como Orestes, y Fritz Reiner dirigiendo. En España se estrenó en el Gran Teatro del Liceo de Barcelona el 15 de febrero de 1949.
Hoy, la ópera sigue siendo parte del repertorio habituál y se representa frecuentemente; en las estadísticas de Operabase aparece la n.º 49 de las cien óperas más representadas en el período 2005-2010, siendo la 12.ª en alemán y la cuarta de Richard Strauss, después de Salomé, El caballero de la rosa y Ariadna en Naxos.

## Personajes
|                                                           |                          | Estreno, 25 de enero de 1909 (Director: Ernst von Schuch) |
| --------------------------------------------------------- | ------------------------ | --------------------------------------------------------- |
| Elektra (Electra), hija de Agamenón                       | soprano                  | Annie Krull                                               |
| Chrysothemis (Crisótemis), su hermana                     | soprano                  | Margarethe Siems                                          |
| Klytaemnestra (Clitemnestra), su madre, viuda de Agamenón | contralto o mezzosoprano | Ernestine Schumann-Heink                                  |
| Su confidente                                             | soprano                  | Gertrud Sachse                                            |
| Su paje                                                   | soprano                  | Elisabeth Boehm von Endert                                |
| Un joven sirviente                                        | tenor                    | Fritz Soot                                                |
| Un viejo sirviente                                        | bajo                     | Franz Nebuschka                                           |
| Orest (Orestes), hijo de Agamenón                         | barítono                 | Karl Perron                                               |
| Tutor de Orestes                                          | bajo                     | Julius Puttlitz                                           |
| Aegisth (Egisto), amante de Klytemnästra                  | tenor                    | Johannes Sembach                                          |
| Una Celadora                                              | soprano                  | Riza Eibenschütz                                          |
| Primera doncella                                          | contralto                | Franziska Bender-Schäfer                                  |
| Segunda doncella                                          | soprano                  | Magdalene Seebe                                           |
| Tercera doncella                                          | mezzosoprano             | Irma Tervani                                              |
| Cuarta doncella                                           | soprano                  | Anna Zoder                                                |
| Quinta doncella                                           | soprano                  | Minnie Nast                                               |
| Hombres y mujeres de la casa                              |                          |                                                           |

## Argumento

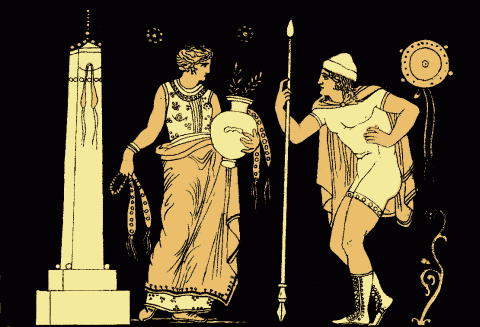
Orestes y Electra, ilustración de la tragedia griega (1879).

El argumento de Electra está basado en la tragedia griega Electra, escrita por Sófocles. Una atmósfera de horror y abatimiento impregna la producción de la puesta original de Strauss y Hofmannsthal, en un drama cuyo tema principal es la venganza. Clitemnestra, ayudada por su amante Egisto, ha matado a su esposo, Agamenón, pues este había dado en sacrificio a su hija Ifigenia, y tiene miedo de la venganza de sus hijos: Electra, Crisótemis y el desaparecido Orestes. Electra, quien encarna la sed de venganza, espera la llegada de su hermano Orestes para que vengue a su padre. Orestes, a quien todos creen muerto, aparece y hace justicia con sus propias manos para vengar la muerte de su padre. Orestes mata a Clitemnestra y Egisto; su hermana Electra, en una intensa danza triunfal, entra en éxtasis y cae muerta frente a sus aterrorizados escoltas.

## Estructura dramática
La obra está planteada como una sucesión de escenas en las que Electra se ve confrontada con el resto de los personajes.
Se puede esquematizar la estructura de la obra en 8 escenas:
1. Prólogo de las siervas
2. Monólogo de Electra
3. Electra y Crisótemis (1.er. escena)
4. Electra y Clitemnestra
5. Electra y Crisótemis (2.ª escena)
6. Electra y Orestes
7. Electra y Egisto
8. Electra y Crisótemis

Las primeras dos escenas son una introducción en la historia. El prólogo de las siervas nos da un retrato de la protagonista, y describe cómo ha vivido en las afueras del palacio desde la muerte de Agamenón, vistiendo harapos y conviviendo con los perros, despreciando a todo aquel que fuera desleal a la memoria de su padre.
La segunda escena es un monólogo en el que Electra describe el conflicto subyacente de la trama. Luego de su regreso de la guerra de Troya, el rey Agamenón es asesinado por su esposa, la reina Clitemnestra, con la ayuda de su amante, Egisto. Desde ese día, Electra vive solamente para el momento de la venganza, el día en que su hermano Orestes regrese a dar muerte a los verdugos de su padre.
El desarrollo comienza con la escena entre Electra y su hermana Crisótemis. Crisótemis representa la antítesis de Electra. Vive con resignación la muerte de su padre, sin enfrentarse con su madre ni con su esposo, el rey; y, a diferencia de su hermana, no espera la llegada de Orestes para vengar la muerte de su padre. Solo desea tener una vida como cualquier mujer, encontrar un esposo y tener hijos.
El siguiente episodio muestra la confrontación entre Electra y Clitemnestra. Hofmannsthal y Strauss presentan un conmovedor retrato de la reina insomne, llena de angustia y remordimiento, que confiesa a su hija sus pesadillas. Esta escena capital de la producción straussiana alcanza el clímax en un salvaje monólogo en el cual Electra describe en detalle cómo la reina perecerá a manos de Orestes para expiar su crimen
En la escena siguiente llega la noticia de que Orestes ha muerto en un accidente al caer del caballo. El anuncio de la falsa muerte de Orestes tiene como objetivo dar una fugaz sensación de alivio a Clitemnestra y Egisto, lo que facilitará el plan de darles muerte. La alegría que produce en Clitemnestra esa noticia contrasta con la desesperanza de Electra.
A partir de esa noticia, Electra deja de ser una protagonista pasiva que espera la llegada de Orestes como el instrumento de la venganza y se vuelve una mujer dispuesta a actuar. Ausente Orestes, cree que es su deber vengar a su padre, y trata de persuadir a su hermana para llevar a cabo juntas ese plan. Crisótemis no acepta, y Electra decide actuar sola no sin antes maldecirla.
La siguiente escena es el encuentro entre Electra y Orestes, los dos hermanos. Es una de las escenas más célebres y conmovedores de toda la tragedia griega. La tensión se ve magnificada por la noticia falsa que se tuvo de la muerte de Orestes. El encuentro ya no será la concreción del deseo de Electra largamente soñado, sino el milagroso retorno de la esperanza luego de la desilusión más desoladora.
Existe cierta simetría en cuanto a la estructura del diálogo de esta escena respecto de la escena entre Electra y Clitemnestra, ya que ambas están planteadas como una serie de preguntas y respuestas.
En la escena siguiente comienza la venganza. La muerte de Clitemnestra ocurre fuera de escena, al igual que sucederá con la muerte de Egisto, tal como resulta habitual en la tragedia griega. Luego se produce la aparición de Egisto, que es retratado como una persona grotesca. Electra lo invita con sarcasmo y cinismo a entrar en el palacio, donde luego será muerto por Orestes.
La escena final entre Electra y Crisótemis es un momento de júbilo luego de concretada la venganza por la muerte de Agamenón. Crisótemis exhorta a su hermana a que se una a las festividades en el interior del palacio. Sin embargo, ella no entra en el palacio para participar del festejo colectivo, sino que mantiene su condición marginal, y realiza su propio festejo a través de una danza salvaje y triunfal, que finaliza con su muerte. Electra ha vivido solo para el momento de la venganza, y, cumplida ya ésta, no tiene razón para existir.

## Instrumentación
Electra lleva la siguiente instrumentación para gran orquesta:
| Maderas: - 1 flautín - 3 flautas - 2 oboes - 1 corno inglés - 1 heckelfón - 1 clarinete en mi bemol - 4 clarinetes en si bemol - 2 clarinetes en la - 2 corni di bassetto - 1 clarinete bajo en si bemol - 3 fagotes - 1 contrafagot | Metales: - 4 trompas en fa - 4 trompas en mi y mi bemol (alternan con 4 tubas Wagner: 2 tubas tenor en si bemol y 2 tubas bajo en fa) - Trompetas en fa, re, mi bemol, si bemol y do - 1 trompeta baja en re (también toca la trompeta baja en do) - 3 trombones - 1 trombón contrabajo - 1 tuba contrabaja | Percusión: - Timbales - Bombo - Caja clara - Platillos - Glockenspiel - Triángulo - Tam tam - Pandereta Teclados: - Celesta | Cuerdas: - Violines I, II, III y IV - Violas I, II y III - Violonchelos I y II - Contrabajos I y II - 2 Arpas |

## Música
La estructura armónica de Electra sigue el camino de desintegración tonal iniciado por Wagner. Sin embargo, Electra es también una ópera de contrastes, donde violentos climas disonantes conviven con escenas de intenso lirismo.
La ópera se inicia con el tema de Agamenón, indicándonos que el asesinato del padre de Electra es el motivo que pone en movimiento la historia. Se trata de un tema de cuatro notas, que refleja el silabeo rítmico del nombre Agamenón. Este tema lo hacen en fortissimo la trompa y la trompeta al unísono, junto con casi toda la cuerda. Del bajo se encargan los trombones y los contrabajos.
Cuando Electra hace su aparición, entona este tema de cuatro notas con el nombre de su padre. Este tema aparecerá con distintas variaciones a lo largo de la ópera, por ejemplo cuando aparece Orestes, en boca de Electra cuando Egisto pide ayuda al ser asesinado, y es el tema que cierra la ópera con la caída de Electra luego de su danza frenética.
La entrada de Electra es precedida por un tema que resulta de la elaboración motívica del denominado acorde de Electra. En dicho acorde Strauss utiliza la politonalidad, es decir la superposición de dos acordes distintos. El acorde mixto resultante está conformado por los de Mi mayor y Do sostenido mayor, y crea un efecto disonante que se corresponde con la naturaleza de la protagonista.
En el monólogo de Electra se oye un tema de naturaleza más lírica, que representa el amor al padre. Ese profundo amor filial es el que va a provocar el deseo de venganza de Electra ante el horrendo crimen. Este tema reaparece modificado en la escena del encuentro con su hermano. Strauss nos muestra musicalmente a los hermanos unidos en el amor a su padre, como contrapartida del deseo común de venganza.
El monólogo de Electra culmina en una danza de características grotescas y macabras. Esta danza es un anticipo de la escena final, basada en el mismo tema, en la que Electra celebrará haber vengado de su padre.
El contraste del carácter de Electra y el de su hermana Crisótemis se ve subrayado musicalmente. Para acentuar el antagonismo entre ambos personajes, Strauss ha compuesto para Crisótemis una música lírica y emocional, a diferencia del estilo violento de la música de Electra del comienzo de la obra. El uso en varios momentos del compás de 3/4 le da a la música de Crisótemis un aire de vals, remarcando las características más convencionales y menos trágicas de este personaje.
En la escena en que aparece Clitemnestra, la música se vuelve completamente atonal, anticipando la nueva orientación de la música a partir de compositores como Arnold Schönberg y Alban Berg. En el monólogo inicial de esta escena aparece un tema incisivo, un rápido arpegio en los vientos que representa la ostentación que hace la reina de sus joyas y sus amuletos, y la relación fetichista con ellos. El efecto metálico que produce este tema será utilizado nuevamente por Strauss años más tarde en el tema de la rosa de plata en su ópera El caballero de la rosa.
Con la aparición de Orestes, Electra lo interroga sobre su identidad, y tres solemnes acordes en Re menor, Si bemol mayor y Sol bemol mayor no dejan dudas de que se trata de una figura importante. La conmoción de Electra al reconocer a su hermano se traduce en un acorde disonante fortísimo en toda la orquesta. Este acorde se hunde gradualmente en una profunda calma que acompaña la alegría de encontrarse frente a frente con su amado hermano.
La música de Strauss pinta un retrato caricaturesco y grotesco de Egisto en la escena de este con Electra.
La ópera culmina con la danza de Electra, basada en el mismo tema presentado al final de su monólogo inicial; celebra así Electra la venganza por la muerte de su padre, y al final cae muerta ella.

## Diferencias respecto de la tragedia de Sófocles
Electra de Strauss fue estrenado en 1909, en medio de un cambio en el pensamiento europeo respecto de la antigua Grecia. Desde el Renacimiento hasta fines del siglo XIX, la antigua Grecia era considerada la cuna de la civilización, una edad de oro donde la ciencia, el arte y la filosofía habían alcanzado un desarrollo monumental. En los principios del siglo pasado, personajes como Freud y Jung comenzaron a analizar los aspectos primitivos, e incluso bárbaros, de los mitos y la cultura griega con el objeto de entender la naturaleza humana en toda su dimensión más profunda y perturbadora. Es esta fascinación con el lado morboso y extremo de la mitología griega lo que alimenta la Electra de Strauss.
Esta visión se aprecia en la mención recurrente al sacrificio, incluso humano, en la escena de Clitemnestra, que no aparece en la tragedia de Sófocles, en la imagen de la reina insomne torturada por sus remordimientos, y en general en la visión sórdida y marginal que rodea a Electra.
A diferencia de la tragedia de Sófocles donde los mensajeros dan la noticia de la muerte de Orestes en escena, y el público sabe de antemano que esto no es cierto, en la obra de Hofmannstahl esta información se da a conocer indirectamente a través de Crisótemis y las sirvientas de Clitemnestra, y el espectador toma conocimiento de la falsedad de esta noticia junto con la protagonista.
Un detalle significativo es que el libreto de Hofmannsthal obvia la justificación que da Clitemnestra en la tragedia de Sófocles para haber matado a Agamenón. Uno de los motivos del odio hacia su esposo y que justifica su asesinato, es que este había mandado a matar a su hija Ifigenia para que sus barcos pudieran zarpar hacia la guerra de Troya. Al eliminar esta justificación, se acentúa el carácter de adúltera de Clitemnestra, y su remordimiento por el crimen cometido.
La resolución final del drama, en sintonía con la mentalidad postromántica del autor, marca una diferencia fundamental respecto de la obra de Sófocles, con la muerte de Electra culminando su danza final, una vez concretada la venganza largamente esperada, que había constituido el sentido excluyente de su vida.

## Discografía principal
Electra, Chrysotemis, Klytämnestra, Orest, Agysth, orquesta, director de orquesta.
CD
- 1953: Astrid Varnay, Leonie Rysanek, Res Fischer,[13] Hans Hotter, Helmut Melchert.[14] Dir.: Richard Kraus.[15] WDR.

- 1957, en vivo: Inge Borkh, Lisa della Casa, Jean Madeira, Kurt Böhme, Max Lorenz. Dir.: Dmitri Mitropoulos. Orquesta Filarmónica de Viena

- 1958: Gerda Lammers, Hedwig Müller-Bütow, Georgive von Milinkovic,[16] Otakar Kraus, Edgard Evans.[17] Dir.: Rudolf Kempe. Covent Garden.

- 1960: Inge Borkh, Marianne Schech,[18] Jean Madeira, Dietrich Fischer-Dieskau, Fritz Uhl.[19] Dir.: Karl Böhm. Orquesta Filarmónica de Viena.

- 1964: Astrid Varnay, Hildegard Hillebrecht, Martha Mödl, Eberhard Wächter, James King. Dir.: Herbert von Karajan. Orq. Fil. de Viena.

- 1967: Birgit Nilsson, Marie Collier, Regina Resnik, Tom Krause, Gerhard Stolze.[20] Dir.: Georg Solti. Orq. Fil. de Viena.

- 1988: Hildegard Behrens, Nadine Secunde, Christa Ludwig, Jorma Hynninen, Ragnar Ulfung. Orquesta Sinfónica de Boston. Dir.: Seiji Ozawa.

- 1990: Eva Marton, Cheryl Studer, Marjana Lipovsek, Bernd Weikl, Hermann Winkler,[21] Orquesta Sinfónica de la Radio de Baviera. Dir.: Wolfgang Sawallisch.

- 1995: Deborah Polaski, Alessandra Marc,[22] Waltraud Meier, Falk Struckmann, Johan Botha. Staatsoper Unter den Linden. Orquesta Estatal de Berlín. Dir.: Daniel Barenboim.

- 1997: Alessandra Marc,[22] Deborah Voigt, Hanna Schwarz, Samuel Ramey, Siegfried Jerusalem. Orq. Fil. de viena. Dir.: Giuseppe Sinopoli.

- 2004: Deborah Polaski, Anne Schwanewilms, Felicity Palmer, Franz Grundheber,[23] Graham Clark. WDR. Dir.: Semyon Bychkov.

DVD
- 1980: Birgit Nilsson, Leonie Rysanek, Mignon Dunn,[24] Donald McIntyre, Robert Nagy. Metropolitan Opera.[25] Dir.: James Levine.

- 1981: Leonie Rysanek, Catarina Ligendza, Astrid Varnay, Dietrich Fischer-Dieskau, Hans Beirer.[26] Orq. Fil. de Viena. Dir.: Karl Böhm.

- 1989: Eva Marton, Cheryl Studer, Brigitte Fassbaender, Franz Grundheber,[23] James King. Orq. Fil. de Viena. Dir.: Claudio Abbado.

- 2002: Hildegard Behrens, Deborah Voigt, Brigitte Fassbaender. Metropolitan Opera.[25] Dir.: James Levine.

- 2005: Eva Johansson, Melanie Diener,[27] Marjana Lipovsek, Alfred Muff,[28] Rudolf Schasching.[29] Teatro de Ópera de Zúrich. Dir.: Christoph von Dohnányi.

- 2010: Linda Watson, Manuela Uhl,[30] Jane Henschel, Albert Dohmen, René Kollo. Baden-Baden. Dir.: Christian Thielemann

- 2010: Irene Theorin, Eva Maria Westbroek, Waltraud Meier, Rene Pape, Robert Gambill.[31] Festival de Salzburgo. Dir.: Daniele Gatti.